# Bathurst (New South Wales)
Bathurst [ˈbæθəst] ist eine Stadt im australischen Bundesstaat New South Wales und liegt etwa 200 km westlich von Sydney am Macquarie River auf etwa 670 m Höhe.

## Geschichte
Das Gebiet von Bathurst war ursprünglich das angestammte Land der Wiradjuri-Aborigines. Der Entdeckungsreisende George William Evans war 1813 der erste Europäer, der in dieses Gebiet vordrang. Der Ort wurde 1815 gegründet und ist die älteste im Landesinneren gelegene Stadt Australiens. Benannt ist sie nach Henry Bathurst, 3. Earl Bathurst.
Die Aborigines leisteten gegen die europäische Kolonisation derart heftigen Widerstand, dass der Gouverneur Generalmajor Sir Thomas Brisbane das Kriegsrecht verhängte. Diese gewaltsamen Auseinandersetzungen gingen als Bathurst Wars in die australische Geschichte ein. Bekannt geworden ist der Führer der Aborigines Windradyne, der in den 1820er Jahren den Widerstand anführte.
1823 wurde hier das erste Gold Australiens entdeckt, was in den 1850er Jahren zum ersten Goldrausch des Landes führte.

## Institutionen
Bathurst ist Zentrum und Verwaltungssitz des Verwaltungsgebiets Bathurst Region.
Die Stadt ist einer der vier Hauptstandorte der Charles Sturt University.
Daneben ist die Stadt seit 1865 auch Sitz des römisch-katholischen Bistums Bathurst, dessen Kathedrale die St Michael and St John’s Cathedral ist.

## Verkehr
Bathurst besitzt einen kleinen Flughafen und liegt am Beginn des Great Western Highway nach Sydney. Hier beginnt auch der Mitchell Highway, der nach Norden bis Augathella in Queensland führt.
Außerdem ist die Stadt mit der Eisenbahn an der Strecke Sydney-Orange zu erreichen.

## Sport
Bathurst war am 18. Februar 2023 Austragungsort der 44. World Athletics Crosslauf-Weltmeisterschaften. Die Stadt ist außerdem mit dem Mt. Panorama Racing Circuit das australische Zentrum für Tourenwagenrennen.

## Klimatabelle
|                       | Jan  | Feb  | Mär  | Apr  | Mai  | Jun  | Jul  | Aug  | Sep  | Okt  | Nov  | Dez  |   |       |
| Mittl. Tagesmax. (°C) | 27,7 | 27,1 | 24,5 | 19,9 | 15,5 | 12,0 | 11,1 | 12,8 | 16,2 | 19,7 | 23,0 | 26,2 | ⌀ | 19,6  |
| Mittl. Tagesmin. (°C) | 13,3 | 13,3 | 10,8 | 6,7  | 3,5  | 1,6  | 0,6  | 1,3  | 3,5  | 6,2  | 8,8  | 11,6 | ⌀ | 6,7   |
|                       |      |      |      |      |      |      |      |      |      |      |      |      |   |       |
| Niederschlag (mm)     | 69,3 | 55,3 | 50,7 | 43,6 | 43,1 | 43,9 | 49,2 | 50,1 | 46,4 | 61,2 | 58,0 | 62,5 | Σ | 633,3 |
|                       |      |      |      |      |      |      |      |      |      |      |      |      |   |       |
| Regentage (d)         | 7,4  | 6,7  | 6,1  | 6,4  | 8,4  | 9,9  | 11,1 | 11,0 | 9,4  | 9,3  | 8,4  | 7,7  | Σ | 101,8 |

| 13,3 |

| 13,3 |

| 10,8 |

| 6,7 |

| 3,5 |

| 1,6 |

| 0,6 |

| 1,3 |

| 3,5 |

| 6,2 |

| 8,8 |

| 11,6 |

| 13,3 |

| 13,3 |

| 10,8 |

| 6,7 |

| 3,5 |

| 1,6 |

| 0,6 |

| 1,3 |

| 3,5 |

| 6,2 |

| 8,8 |

| 11,6 |

## Partnerschaft
Schwesterstadt ist seit März 1991 die japanische Stadt Ōkuma.

## Söhne und Töchter der Stadt
- George Bonnor (1855–1912), Cricketspieler
- Charlie Turner (1862–1944), Cricketspieler
- Alan Rowland Chisholm (1888–1981), Romanist und Literaturwissenschaftler
- Charles Bean (1879–1968), Journalist und Historiker
- Norma Johnston (1927–2023), Cricketspielerin
- Gerard Clyde Rowe (* 1949), Rechtswissenschaftler
- Ian Irvine (* 1950), Meeresbiologe und Fantasy-Schriftsteller
- Patrick Michael O’Regan (* 1958), katholischer Geistlicher, Erzbischof von Adelaide
- Peter O’Malley (* 1965), Profigolfer
- Mark Renshaw (* 1982), Radrennfahrer
- Dean Windsor (* 1986), Bahn- und Straßenradrennfahrer
- Rhyan Bert Grant (* 1991), Fußballspieler